# Логачевська Світлана Панасівна
Світла́на Пана́сівна Логаче́вська (30 жовтня 1938, с. Червонокам'янці — 6 липня 2024, Україна) — педагог, кандидат педагогічних наук (1998), доцент,  заслужений вчитель України, авторка підручників (математики для 1—4 класів та української мови для 1—2 класів) та посібників для початкової школи, фахівець з впровадження та розробниця технології внутрішньокласної диференціації у навчальному процесі.

## Біографічні дані
Народилася 30 жовтня 1938 року в селі Червонокам'янці Олександрійського району Кіровоградської області. У 1953 році закінчила Піщанобрідську семирічну школу з похвальним листом. У 1957 році — Олександрійський педагогічний технікум. У 1969 році закінчила факультет педагогіки і методики початкового навчання Кіровоградського державного педагогічного інституту ім. О.С. Пушкіна.
З 1957 по 1960 рік — працювала вчителем початкових класів в Добронадіївській середній школі. З 1960 по 1968 рік — працювала вчителем початкових класів Балахівської середньої школи-інтернату Петрівського району, а після її закриття з 1968 по 2017 рік працювала вчителем початкових класів Балахівської загальноосвітньої школи І-ІІІ ступенів. 
У 1998 році захистила дисертацію на здобуття наукового ступеня кандидата педагогічних наук. У 2004 році присвоєно звання доцента кафедри теорії й методики початкового навчання. 
У 2017 році Логачевська С. П. вийшла на пенсію, після того як працювала вчителем 60 років, але продовжила науково-освітню діяльність, зокрема створення підручників та навчальних посібників.
Померла 6 липня 2024 року на 86-му році життя.

### Особистість
Про Світлану Панасівну Логачевську згадують, як про «доброго і уважного друга, доброзичливу колегу, надійну порадницю, професіонала своєї справи». У некролозі опублікованому Петрівською селищною радою зазначено: «Світла пам'ять про Світлану Панасівну Логачевську, маму, бабусю, творчого педагога, ... назавжди збережеться у серцях близьких, друзів, колег, вдячних учнів і всіх тих людей, яким пощастило бути знайомим з цією скромною, високоінтелігентною та чудовою Людиною».

## Науково-освітня робота
Проводила консультації, ділилася досвідом роботи з питань диференціації з учителями України; загалом провела понад 350 зустрічей, практичних семінарів, майстер-класів; виступала перед тисячами працівників закладів та установ освіти у різних містах. Брала участь у роботі всесоюзних, республіканських, обласних науково-практичних конференцій, з'їздів. Упродовж багатьох років читала лекції в обласних інститутах післядипломної педагогічної освіти України (Житомир, Кривий Ріг, Луганськ, Черкаси, Олександрія, Жовті Води, Кіровоград, Боярка, Київ (Оболонь, Солом’янський район) та інших). Працювала над удосконаленням навчальної та методичної літератури. За пропозицією МОН України долучилася до створення підручників для НУШ і до 2024 працювала в цій сфері.
Завідувач кафедрою педагогіки і психології КОІППО ім. В. Сухомлинського Калініченко Н. А. характеризує її педагогічний стиль так — «це гармонія взаємовідносин із дітьми, педагогіка співробітництва, високий рівень загальної педагогічної культури, знання закономірностей вікових психолого-фізіологічних особливостей учнів».

### Технологія диференційованого навчання
Вчена теоретично обґрунтовала і експериментально перевірила дидактичні основи організації диференційованого навчання молодших школярів (саме цьому питанню було присвяченк дисертаційне дослідження на здобуття наукового ступеня кандидата педагогічних наук). У розроблених нею посібниках сконструйовано диференційовані завдання з української мови та математики для учнів початкових класів відповідно до навчальних можливостей окремих груп дітей. Розроблена вченою технологія дозвояє кожній дитині «працювати в найсприятливіших для її розвитку педагогічних умовах, відчути радість успіху у навчальній діяльності, не зважаючи на те, які у неї природні дані».
Досвід роботи вченої-педагога вивчений та узагальнений районним методичним кабінетом, Кіровоградським і Центральним інститутами післядипломної педагогічної освіти, Науково-дослідним інститутом педагогіки України і схвалений Головним управлінням шкіл МОН України; його основа — вдосконалення навчально-виховного процесу на основі диференційованого підходу до навчання молодших школярів.
Основні положення технології диференціації, розробленої С. П. Логачевською, висвітлено у публікаціях у журналі «Початкова школа», а також у 25 навчально-методичних посібниках для учнів і вчителів початкових класів, зокрема — «Дійти до кожного учня», «Диференціація у звичайному класі», «Мій помічник на уроках математики для 1, 2, 3 класів», «Вчись розв’язувати задачі», «Мій помічник на уроках розвитку мовлення», «Методика диференційованого навчання» тощо. Посібники схвалені Науково-методичною радою МОН. Посібник «Диференціація у звичайному класі» було визнано одним із найкращих на конкурсі, організованому МОН спільно з фондом «Відродження».

## Нагороди
- Медаль «За трудову доблесть» (1971);
- Заслужений учитель УРСР (1976);
- Відмінник народної освіти УРСР (1976);
- Орден «Знак пошани» (1978);
- Медаль К. Д. Ушинського (1988);
- Орден «За заслуги» ІІІ ступеня (1997);
- Нагрудний знак «Василь Сухомлинський» (2006);
- Грамоти Президії Верховної Ради, Міністерства освіти України;
- Обласна премія імені В. О. Сухомлинського[4].